# Mother Love
«Mother Love» (с англ. — «Материнская любовь») — песня британской рок-группы Queen из альбома Made in Heaven. Написана Брайаном Мэем и Фредди Меркьюри. Это последняя песня, записанная Фредди Меркьюри.

## История создания
По воспоминаниям композитора песни, Брайана Мэя, Фредди сказал ему: «Напиши мне, напиши мне что угодно. Я знаю, что мне недолго осталось. Пиши мне слова, пиши мне музыку. Я всё спою, а потом делайте что хотите. Главное — закончите…» После этого Мэй стал писать в черновике первые строки «Mother Love».

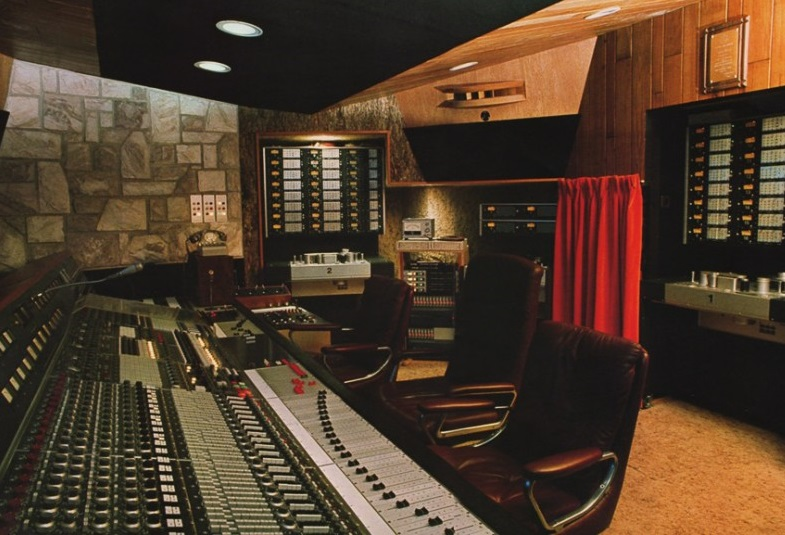
Студия Mountain Studios в Монтрё, где была записана песня

Песня была записана между 13 и 16 мая 1991 года на студии Mountain Studios в Монтрё Фредди Меркьюри и Брайаном Мэем. Меркьюри и Мэй работали над песней вместе, записывая идеи вне зависимости от того, находились ли они в студии вместе или индивидуально. К этому времени Фредди уже был сильно болен, не мог долго стоять и передвигался с помощью трости. Каждое движение причиняло певцу боль и потому он мог находиться в студии 1—2 часа за раз. По словам продюсера Дэвида Ричардса, музыкант был при смерти, но всё равно приходил в студию записать песню, зная, что она будет готова посмертно. Так, Меркьюри сказал Ричардсу: «Я буду петь сейчас, потому что не смогу дождаться их музыки. Я спою с драм-машиной. Принеси мне драм-машину, они потом всё закончат».
Как только Мэй писал строчку, Меркьюри садился за микрофон и пел. У музыкантов было по три дубля на каждую строчку. По словам Роджера Тейлора, в этой песне Фредди взял такую невероятную ноту в середине, что у него до сих пор мурашки по коже бегут. Так, как вспоминал Мэй, песня начинается медленно и мягко, но потом Фредди заставил себя взять более высокую ноту.
Когда музыканты добрались до последнего куплета, Меркьюри сказал: «Я больше не могу, мне надо пойти отдохнуть, потом я вернусь и мы закончим». Однако Фредди так и не вернулся. Тогда группа работала с Меркьюри в студии последний раз. Последний куплет песни допел сам Брайан Мэй. Песня «Mother Love» стала последней записью вокала Фредди Меркьюри.
Газета Telegraph отмечала, что песня «Mother Love» выражает стремление к заботе и защите, цитируя следующую строку из песни: «Я не смогу принять это, если ты увидишь, как я плачу. Я жажду мира, прежде чем умру» (англ. I can’t take it if you see me cry. I long for peace before I die).
Финальный отрезок песни содержит отрывок из вокальной импровизации, записанной на концерте Queen 12 июля 1986 года на стадионе «Уэмбли», и отрывки из вступления к студийной версии «One Vision» и «Tie Your Mother Down», а так же фрагмент песни «Goin’ Back», записанной Фредди Меркьюри в 1973 году под псевдонимом Ларри Люрекс. Далее следует отрывок, собранный из фрагментов каждой когда-либо записанной песни Queen, ускоренный на сверхбыстрой перемотке. В самом конце песни слышен плач маленького ребёнка.

## В записи участвовали
- Фредди Меркьюри — вокал (построчная запись), драм-машина
- Брайан Мэй — гитара, вокал (последний куплет «Mother Love»), клавишные
- Джон Дикон — бас-гитара
- Роджер Тейлор — ударные